# Deutsche ATSB-Fußballmeisterschaft 1923/24
Die deutsche ATSB-Fußballmeisterschaft 1924 war die fünfte vom Arbeiter-Turn- und Sportbund ausgerichtete deutsche Meisterschaft im Fußball. Sieger wurde der Dresdner SV 10.

## Modus und Teilnehmer
In der Spielzeit 1923/24 nahm erstmals auch der Meister des ATSB-Kreises Ostpreußen-Danzig an den Meisterschaftsspielen teil, so dass die Zahl der teilnehmenden ATSB-Kreismeister von 16 auf 17 stieg. Die 17 Kreismeister ermittelten in vier regionalen Endrunden die Teilnehmer an der Endrunde auf Reichsebene. Gespielt wurde im K.-o.-System. 
| Nordwestdeutschland - Bahrenfelder SV - Bremerhaven 93 - FT Gerresheim - SpVgg Eschwege | Mitteldeutschland - Wacker Braunschweig - Dresdner SV 10 - Spvgg Ilmenau - TSV Mögeldorf | Ostdeutschland - Alemannia 22 Berlin - SV Stern Breslau - Tasmania Forst - FT Ponarth - RSV Walhalla Stettin | Süddeutschland - ATSV Feudenheim - Vorwärts Augsburg - FASV Lampertheim - TSV Stuttgart-Ost |

## Verbandsmeisterschaften

### Nordwest
Halbfinale
| Datum        |                | Ergebnis  |                 | Austragungsort |
| ------------ | -------------- | --------- | --------------- | -------------- |
| 11. Mai 1924 | Bremerhaven 93 | 0:1 (0:0) | Bahrenfelder SV | Bremerhaven    |
| 11. Mai 1924 | SpVgg Eschwege | 1:2 (1:1) | FT Gerresheim   | Eschwege       |

Finale
| Datum        |               | Ergebnis  |                 | Austragungsort |
| ------------ | ------------- | --------- | --------------- | -------------- |
| 25. Mai 1924 | FT Gerresheim | 3:1 (2:1) | Bahrenfelder SV | Düsseldorf     |

### Mitte
Halbfinale
| Datum          |               | Ergebnis             |                     | Austragungsort              |
| -------------- | ------------- | -------------------- | ------------------- | --------------------------- |
| 27. April 1924 | SpVgg Ilmenau | 0:3                  | Dresdner SV 10      | Gera-Pforten, TV-Sportplatz |
| 27. April 1924 | TSV Mögeldorf | 2:2 n. V. (2:2, 0:2) | Wacker Braunschweig | Nürnberg                    |
| 28. April 1924 | TSV Mögeldorf | 3:1 (1:0)            | Wacker Braunschweig | Nürnberg                    |

Finale
| Datum        |                | Ergebnis  |               | Austragungsort |
| ------------ | -------------- | --------- | ------------- | -------------- |
| 18. Mai 1924 | Dresdner SV 10 | 3:0 (1:0) | TSV Mögeldorf | Dresden-Reick  |

### Ost
Die FT Ponarth erhielt ein Freilos bis ins Finale.
Vorrunde
| Datum          |                      | Ergebnis  |                     | Austragungsort |
| -------------- | -------------------- | --------- | ------------------- | -------------- |
| 27. April 1924 | SV Stern Breslau     | 1:0       | Tasmania Forst      | Breslau        |
| 11. Mai 1924   | RSV Walhalla Stettin | 1:2 (1:2) | Alemannia 22 Berlin | Stettin        |

Zwischenrunde
| Datum       |                  | Ergebnis  |                     | Austragungsort       |
| ----------- | ---------------- | --------- | ------------------- | -------------------- |
| 18 Mai 1924 | SV Stern Breslau | 1:0 (1:0) | Alemannia 22 Berlin | Guben, Minerva-Platz |

Finale
| Datum        |            | Ergebnis  |                  | Austragungsort |
| ------------ | ---------- | --------- | ---------------- | -------------- |
| 1. Juni 1924 | FT Ponarth | 0:3 (0:0) | SV Stern Breslau | Königsberg     |

### Süd
Halbfinale
| Datum          |                   | Ergebnis  |                   | Austragungsort      |
| -------------- | ----------------- | --------- | ----------------- | ------------------- |
| 13. April 1924 | TSV Stuttgart-Ost | 0:0 n. V. | Vorwärts Augsburg | Stuttgart           |
| 27. April 1924 | Vorwärts Augsburg | 1:0 (1:0) | TSV Stuttgart-Ost | Augsburg            |
| 27. April 1924 | ATSV Feudenheim   | 1:0 (0:0) | FASV Lampertheim  | Mannheim, VFT-Platz |

Finale
| Datum        |                 | Ergebnis |                   | Austragungsort |
| ------------ | --------------- | -------- | ----------------- | -------------- |
| 18. Mai 1924 | ATSV Feudenheim | 6:2      | Vorwärts Augsburg | Stuttgart      |

## Endrunde um die Bundesmeisterschaft
Halbfinale
| Datum         |                  | Ergebnis  |                 | Austragungsort             |
| ------------- | ---------------- | --------- | --------------- | -------------------------- |
| 15. Juni 1924 | Dresdner SV 10   | 6:0       | ATSV Feudenheim | Leipzig                    |
| 15. Juni 1924 | SV Stern Breslau | 1:1 n. V. | FT Gerresheim   | Magdeburg, Eintracht-Platz |
| 28. Juni 1924 | SV Stern Breslau | 3:1 (3:1) | FT Gerresheim   | Magdeburg, Eintracht-Platz |

Finale
| Datum         |                | Ergebnis  |                  | Austragungsort           |
| ------------- | -------------- | --------- | ---------------- | ------------------------ |
| 26. Juli 1924 | Dresdner SV 10 | 6:1 (2:0) | SV Stern Breslau | Dresden, Ilgen-Kampfbahn |